# Hallvard Trætteberg
Hallvard Trætteberg (Løten, 21 d'abril de 1898 - Oslo, 21 de novembre de 1987) va ser el principal artista heràldic noruec i l'assessor expert en heràldica del govern de Noruega i de la família reial noruega durant gran part del segle xx. Des del 1930 aproximadament va tenir un paper central en la renovació de l'heràldica pública a Noruega amb èmfasi en la simplificació. Va donar a l'escut de Noruega un disseny modern i va dissenyar diversos escuts de comtats i municipis, segells dels bisbes de l'Església de Noruega i monogrames. També va escriure diversos llibres.
Fou nomenat Cavaller de Primera Classe de l'Ordre de Sant Olav i membre de L'Académie Internationale d'Héraldique. Va treballar als Arxius Nacionals de Noruega des del 1924. Trætteberg també va ser l'arxiver nacional en funcions de Noruega del 1963 al 1964.

## Galeria
Els anys que es mostren són els anys en què es van aprovar les armes, no necessàriament els anys en què es van dissenyar aquestes. Si els dibuixos originals estan signats amb dates anteriors, aquestes s'indiquen entre parèntesis. Les imatges següents poden diferir lleugerament dels dibuixos originals de Hallvard Trætteberg.

### Comtats

Aust-Agder, 1958.
Buskerud, 1966 (1965)
Finnmark, 1967 (1966)
Nordland, 1965 (1963)
Rogaland, 1974 (1971)
Telemark, 1970
Troms, 1960 (1959)
Utilitzat per Nord-Trøndelag 1956–2018, actualment utilitzat per Trøndelag, després de la unió amb Sør-Trøndelag el 2018.
Vest-Agder, 1958.
Vestfold, 1970 (1969)
Østfold, 1958.

### Municipals

Andøy, 1983 (1982)
Ballangen, 1980 (1979)
Bodø, 1959 (1957)
Eigersund, 1972
Florø, 1960 (1959) (Flora)
Fredrikstad, 1967
Haugesund, 1930
Hurum, 1979 (1978)
Hvaler, 1983
Kongsberg, 1972
Levanger, 1960 (1950)
Lier, 1970
Løten, 1984 (1983)
Mandal, 1921
Melhus, 1979 (1929)[a]
Namsos, 1961
Narvik, 1951 (1950)
Nesbyen, 1979 (1978)
Nord-Fron, 1980 (1978–1979)
Nordkapp, 1973 (1972)
Odda, 1982[b]
Porsanger, 1967 (1966)
Ringerike, 1967 (1966)
Råde, 1980 (1972)
Sarpsborg, 1966
Stavanger, 1939[c]
Steinkjer, 1957
Stjørdal, 1983 (1981)
Time, 1977 (1974)
Tjølling, 1971 (1970) (ja no és oficial perquè el municipi forma part de Larvik des de 1988)
Tromsø, 1941[d]
Vadsø, 1976 (1975)
Verdal, 1972 (1971)
Voss, 1977 (1961)
Vågan, 1973 (1967/1972)
Ørland, 1979 (1978)
Øvre Eiker, 1981
Åsgårdstrand, 1950 (no oficial des de 1965 després que el municipi s'incorporés al que finalment es convertiria en Horten)

Notes: 
1. ↑  Les armes es van crear originalment el 1929 per al comtat de Sør-Trøndelag. El comtat mai va adoptar-les, però les armes sí que van ser adoptades mig segle després pel municipi de Melhus el 1979.
2. ↑  Tot i que és cert que Hallvard Trætteberg va crear les armes, les fonts suggereixen que la idea original és d'abans de 1982. El dibuix original de la bandera data de 1982, però, l'any 1959 es mostra a continuació entre parèntesis. El web municipal assegura que les armes estan "basades en una idea d'oddarussen 1957". A la mateixa web s'esmenta que les armes van ser aprovades localment el 13 d'agost de 1981, l'any anterior a la seva aprovació per reial resolució de 8 d'octubre de 1982.
3. ↑  El procés de disseny i aprovació de les armes va ser llarg des de finals de la dècada de 1920 fins a la seva aprovació per resolució reial el 1939. El dibuix original de les armes està signat el 1932, mentre que els dibuixos originals per a la bandera i el segell, tots dos signats 1930. Tots tres estan inusualment desordenats amb diverses marques i segells.
4. ↑  Si bé les armes es van proposar originalment el 1855, Trætteberg és responsable del disseny actual que es va aprovar el 1941.

## Publicacions
- Fylkesmerker. Forslag fra Norges Bondelags fylkesmerkenevnd, Oslo 1930.[2]
- Norges våbenmerker - Norske by- og adelsvåben, Kaffe Hag AS, Oslo 1933.
- "Norges statssymboler inntil 1814", Historisk Tidsskrift, vol. 29, no. 8 i 9, Oslo 1933.
- "Norges krone og våpen". I Festskrift til Francis Bull, Oslo 1937.
- "Heraldiske farvelover", Meddelanden från Riksheraldikerämbetet, bind 7, Stockholm 1938.
- "Statens forhold til heraldikken i Norge", Meddelanden från Riksheraldikerämbetet, bind 7, Stockholm 1938.
- "Måne- og stjernevåpen", Meddelelser til slekten Mathiesen, Oslo 1946.
- "The Coat of Arms of Norway", The American-Scandinavian Review, June 1964.
- Borg i segl, mynt og våpen, Oslo 1967.
- "A History of the Flags of Norway", The Flag Bulletin, (XVIII:3), 1978.

## Literatura
- Hallvard Trætteberg - Offentlig heraldikk i Norge 1921-1975 - Våpen flagg segl symboler (Catàleg de l'exposició)
- Hans Cappelen. Règles pour utilisation des armoiries communales en Norvège. Archivum Heraldicum (1-2) 1976.
- Hans Cappelen. Norwegian Simplicity. The principles of recent public heraldry in Norway. The Coat of Arms, Vol. VII, No. 138, Londres 1988.